# Сент-Март-сюр-ле-Лак
Сент-Март-сюр-ле-Лак (фр. Sainte-Marthe-sur-le-Lac) ― отдаленный пригород Монреаля, расположенный в канадской провинции Квебек, в муниципалитете регионального округа Де-Монтань, в 40 км от Монреаля. Его пересекает с востока на запад шоссе 344, широко известное как Ока-роуд. Город граничит с Де-Монтанем на востоке, Сен-Жозеф-дю-Лаком на западе, озером Двух гор на юге и Сен-Эсташем на севере.
Он делит полицию, пожарных, гидротехнические сооружения и другие службы с городом Де-Монтань.
Раньше он был известен как сельский городок, в котором большинство его жителей были сезонными отдыхающими, но теперь люди живут на нем круглогодично.

## Демография
Динамика численности населения:
- Население в 2016 году: 18 074 человека (с 2011 по 2016 год изменение численности населения: 15,2%)
- Население в 2011 году: 15 689 человек (с 2006 по 2011 год изменение численности населения: 38,7%)
- Население в 2006 году: 11 311 человек (с 2001 по 2006 год изменение численности населения: 29,4%)
- Население в 2001 году: 8 742 человека
- Население в 1996 году: 8 295 человек
- Население в 1991 году: 7410 человек

Частные жилища, занятые жителями: 6039 (всего жилищ: 6167)
Родной язык:
- Английский язык является родным для 6.5% населения.
- Французский язык является родным для: 89.1% населения.
- Английский и французский являются родными для: 1.2% населения.
- Другое: 3.2%

## Образование
Комиссия scolaire de la Seigneurie-des-Mille-Iles (CSSMI) управляет франкоязычными школами. В этом сообществе есть три начальные школы (Horizon-du-Lac, Des-Lucioles,des Grands-Vents и des Grands-Vents) и одна младшая средняя школа (École secondaire Liberté-Jeunesse). École Polyvalente Deux-Montagnes имеет высшее среднее образование. Некоторые районы обслуживаются École des Mésanges и Emmanuel-Chénard, как также в Deux-Montagnes, так и в Polyvalente Deux-Montagnes.
Англоязычные школы управляются школьным советом сэра Уилфрида Лорье, а община обслуживается средней школой Озера Двух гор в Дез-Монтане. Начальная школа Маунтинвью и начальная школа Святого Иуды, обе в Дез-Монтане, также служат этой общине.